# Marianne Villebrun
Pour les articles homonymes, voir Villebrun.
Marianne Villebrun, née le 16 mars 1963, est une dessinatrice et illustratrice française de livres-jeux.